# Judith-River-Gruppe

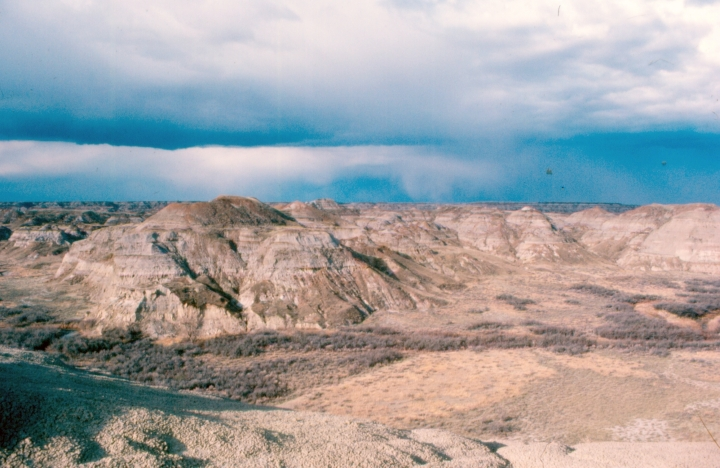
Aufschlüsse der Dinosaurier-Park-Formation, der obersten Schicht der Judith-River-Gruppe, im Dinosaur Provincial Park.

Die Judith-River-Gruppe (eng. Judith River Group) ist eine Abfolge von Sedimentgesteinen der späten Kreidezeit (Campanium), die im westlichen Nordamerika aufgeschlossen ist. Diese Gruppe ist eine wichtige Fundstelle für Dinosaurierfossilien – unter anderem gehört der Dinosaur Provincial Park in Alberta zu dieser Gesteinseinheit, einer der ergiebigsten Fundstellen für Dinosaurierfossilien weltweit. Die Judith-River-Gruppe wird in Alberta manchmal Belly-River-Gruppe (eng. Belly River Group) genannt, oft wird sie auch als Judith-River-Wedge bezeichnet. Der Name leitet sich von dem Judith River ab, einem Fluss in Montana. Die Judith-River-Gruppe wird in drei bis vier geologische Formationen unterteilt – in die Foremost-Formation, die Oldman-Formation und die Dinosaurier-Park-Formation (eng. Dinosaur Park Formation) in Alberta und Saskatchewan in Kanada sowie in die Judith-River-Formation im zentralen nördlichen Montana. Die Foremost ist die unterste und älteste Schicht, während die Dinosaurier-Park-Formation die oberste und jüngste Schicht bildet. Die Judith-River-Formation in Montana entspricht der Oldman-Formation in Kanada, beide Formationen bilden die mittlere Schicht der Judith-River-Gruppe.

## Geologische Geschichte

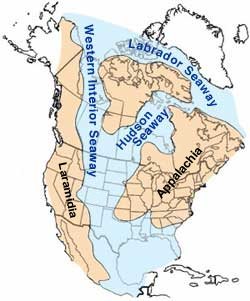
Nordamerika während der mittleren Kreide vor etwa 100 Millionen Jahren.

Seit der mittleren Kreidezeit wurde Nordamerika von einem Meerarm, dem Western Interior Seaway, in zwei Hälften geteilt. Im Campanium begann der Aufstieg der Rocky Mountains durch die laramische Gebirgsbildung, wodurch der Meerarm nach Osten und Süden zurückgedrängt wurde. Die Judith-River-Gruppe lagerte sich an der Westküste des Meerarms ab; die Ablagerungen zeigen aufgrund schwankender Meeresspiegel eine große Bandbreite verschiedener Ökosysteme zu unterschiedlichen Orten und Zeiten. So gab es marine Habitate in Küstennähe, küstennahe Sumpfgebiete, Deltas und Lagunen sowie die großen Überschwemmungsebenen, aus denen die meisten Dinosaurierfossilien stammen. Die Überschwemmungsebenen wurden von großen Flüssen durchströmt, die von den Bergen in den Meerarm flossen – diese Flüsse brachten die Sedimente mit sich, die neben der Judith-River-Gruppe auch die Two Medicine-Formation bilden. Die Überschwemmungsebenen boten Raum für eine reichhaltige Flora und Fauna  – periodische Dürren führten aber immer wieder zu Massensterben, wie man auch an vielen Bonebeds in der Judith-River-Formation und auch in der Two Medicine-Formation erkennen kann. Periodische Vulkanausbrücke im Westen bedeckten die Region mit Aschen und führten zu weiteren Massensterben, reicherten den Boden aber mit Nährstoffen für ein zukünftiges Pflanzenwachstum an. Diese Aschen erlauben Forschern zudem eine präzise radiometrische Datierung der Gesteinsschichten. Vor 73 Millionen Jahren breitete sich das Meer jedoch wieder nach Westen und Norden aus, und die ganze Region wurde von der Bearpaw-See bedeckt, deren marine Ablagerungen heute die Bearpaw-Formation im westlichen Nordamerika bilden.

## Fossilfunde
Die Judith-River-Gruppe beherbergt eine große Bandbreite von Wirbeltierfossilien. Unter anderem blieben die Überreste von Fischen wie Haien, Rochen, Stören, Knochenhechten und anderen erhalten, auch fanden sich aquatische Amphibien und Reptilien, inklusive Frösche, Salamander, Schildkröten, Champsosaurus und Krokodile. Terrestrische Eidechsen wie Schienenechsen, Skinke, Leguane und Schleichen wurden ebenfalls entdeckt. Flugsaurier (Pterosauria) aus der Familie der Azhdarchidae und neornithe Vögel wie Apatornis beherrschten den Himmel. Des Weiteren fanden sich enantiornithe Vögel wie Avisaurus und 20 Arten von Säugetieren aus den Gruppen der Multituberculaten, Beutelsäuger und Höheren Säugetiere.
Bisher wurden mehr als 40 verschiedene Dinosaurierspezies entdeckt, der Großteil stammt dabei aus der Dinosaurier-Park-Formation des Dinosaurier-Provinzparks. Bekannte Gattungen unter den Theropoden schließen die nicht näher klassifizierbaren Coelurosaurier Paronychodon und Ricardoestesia, die Ornithomimosaurier Dromiceiomimus, Ornithomimus und Struthiomimus, die Caenagnathiden Chirostenotes, Elmisaurus und Caenagnathus, Troodontiden und Dromeosauriden wie Troodon, Saurornitholestes und Dromaeosaurus, unbestimmbare Avimimiden- und Therizinosauroideen-Funde sowie die Tyrannosauriden Gorgosaurus und Daspletosaurus mit ein. Die Vogelbeckensaurier (Ornithischia) sind ebenfalls reichlich vertreten: Bekannt sind Ankylosauriden wie Euoplocephalus und Nodosauriden wie Edmontonia und Panoplosaurus, Pachycephalosaurier wie Gravitholus, Ornatotholus, Pachycephalosaurus, Stegoceras und Hanssuesia, Ceratopsier wie Leptoceratops, Anchiceratops, Centrosaurus, Chasmosaurus, Styracosaurus und Monoclonius und Hadrosauriden wie Brachylophosaurus, Gryposaurus, Prosaurolophus, Corythosaurus, Lambeosaurus und Parasaurolophus.